# Прагер (лунный кратер)
Кратер Прагер (лат. Prager) — крупный древний ударный кратер в экваториальной области обратной стороны Луны. Название присвоено в честь немецко-американского астронома Ричарда Прагера (1884—1945) и утверждено Международным астрономическим союзом в 1971 г. Образование кратера относится к донектарскому периоду.

## Описание кратера
Ближайшими соседями кратера являются кратер Бечварж на западе-северо-западе; кратер Грегори на севере-северо-западе; кратер Грин на севере-северо-востоке; кратер Гартман на северо-востоке; кратер Глазенап на востоке-северо-востоке и кратер Лав на юге-юго-западе. На севере в непосредственной близости от кратера находится цепочка кратеров Грегори. Селенографические координаты центра кратера 3°59′ ю. ш. 130°47′ в. д. / 3,99° ю. ш. 130,78° в. д., диаметр 53,9 км, глубина 2,7 км.
Кратер имеет полигональную форму и значительно разрушен за длительное время своего существования. Вал значительно сглажен, в южной части почти сравнялся с окружающей местностью, северная часть вала перекрыта группой кратеров. Дно чаши относительно ровное, в центре чаши расположено полукольцо из маленьких кратеров.

## Сателлитные кратеры
| Прагер | Координаты                                            | Диаметр, км |
| ------ | ----------------------------------------------------- | ----------- |
| C      | 1°47′ ю. ш. 132°45′ в. д. / 1,78° ю. ш. 132,75° в. д. | 37,9        |
| E      | 3°16′ ю. ш. 133°19′ в. д. / 3,26° ю. ш. 133,31° в. д. | 13,4        |
| G      | 4°45′ ю. ш. 134°20′ в. д. / 4,75° ю. ш. 134,34° в. д. | 77,5        |

- Образование сателлитного кратера Прагер C относится к нектарскому периоду[1].
- Образование сателлитного кратера Прагер G относится к донектарскому периоду[1].